# John G. F. Francis
Pour les articles homonymes, voir Francis.
John G. F. Francis (né en 1934 à Londres), est un informaticien britannique qui a publié en 1961 l'algorithme QR pour calculer les valeurs propres d'une matrice, qui a été cité comme l'un des dix algorithmes les plus importants du XXe siècle,. L'algorithme a été proposé indépendamment par la mathématicienne soviétique Vera Kublanovskaïa la même année.

## Carrière
John Francis est né à Londres en 1934. En 1954, il travaille pour la National Research Development Corporation (NRDC). En 1955-1956, il suit des cours à l'université de Cambridge mais il ne valide pas de diplôme. Il retourne alors à la NRDC, où il est assistant de Christopher Strachey. C'est à ce moment qu'il met au point la transformation QR. En 1961, il quitte la NRDC pour travailler chez Ferranti, puis à l'université du Sussex. Plus tard, il occupe des postes dans diverses organisations industrielles et cabinets de conseil. Il s'intéresse à l'intelligence artificielle, les langages de programmation et l'ingénierie des systèmes, bien qu'il ne soit jamais revenu au domaine du calcul numérique.
En 1962, Francis avait abandonné le domaine de l'analyse numérique et n'a jamais eu conscience de l'impact de son travail sur l'algorithme QR, avant d'être recontacté par Gene Golub et Frank Uhlig en 2007, époque à laquelle il est retraité et vit à Hove, près de Brighton en Angleterre. Toujours en bonne santé, il donne la conférence inaugurale d'un mini-symposium organisé pour célébrer le cinquantenaire de l'algorithme QR à la « 23rd Biennial Conference on Numerical Analysis », 2009 à Glasgow en juin 2009. John Francis reçoit un doctorat honoris causa de l'université du Sussex en juillet 2015.